# That'll do, pig
That'll do, pig es el 53er episodio de la serie de televisión norteamericana Gilmore Girls.

## Resumen del episodio
Mientras el festival de invierno de Stars Hollow se está organizando, Lorelai y Rory deben asistir a una reunión que Emily hará por el cumpleaños número 60 de Richard, aunque no cuentan con la llegada de Trix, quien comunica que se mudará a Hartford. Ahora, ella decide que quiere cenar en la posada Independence de Lorelai la noche del festival, por lo que Lorelai debe perdérselo. Emily está muy alterada pues también Trix quiere visitar la casa de Lorelai; ella le explica a su madre que use algunos métodos que ella misma usa contra Emily, lo que le da buenos resultados. En Chilton, mientras que Paris conoce a los padres de Jamie, Francie hace sus intentos para que Rory se ponga de su lado, aunque ella luego le dice que deje de meterse y organizar las reuniones del consejo escolar sin su permiso o el de Paris. Francie responde que mejor no la amenace o podría ser peor. Por otra parte, Dean y Rory se han estado viendo mucho los últimos días y ambos van a tomar un café y deciden que serán amigos. En la noche del festival, mientras Lorelai está con sus padres y con Trix, Rory va sola pues Jess debe trabajar hasta tarde, pero cambia de parecer cuando ve que Dean y su hermana van con Rory. Jess le dice que es patético que sea amigo de Rory para acercarse a ella, y Dean responde que él usó lo mismo cuando estaba con Rory.

## Curiosidades
- Durante la escena del Festival de Invierno en la que Jess y Rory hablan sobre Dean, el sorbete de cereza que sostiene ella cambia constantemente de forma, color y tamaño.

- Datos: Q6143904